# Gibson Firebird

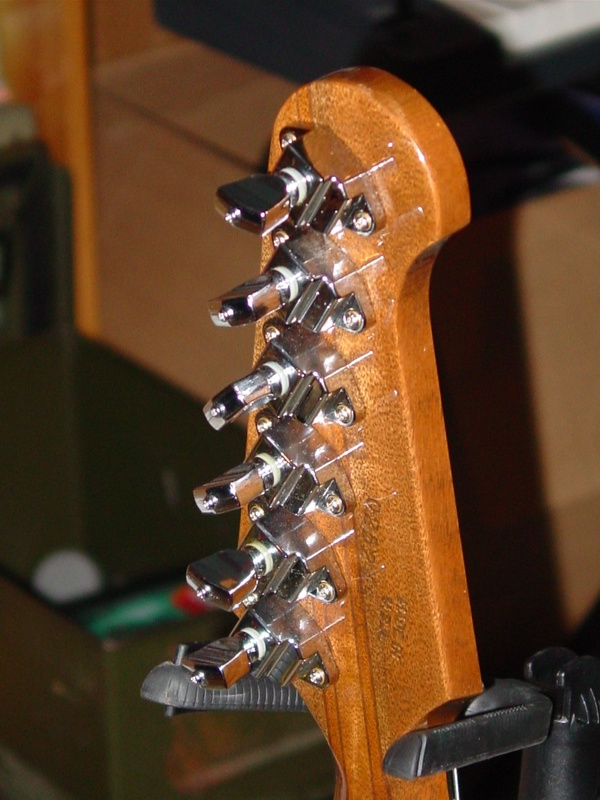
De speciella "banjo"stämskruvarna på Firebird V

Gibson Firebird är en elgitarr som har funnits på marknaden sedan 1963. Den har utkommit i 5 versioner, I, III, V, VII och X. Firebirdens form har ofta jämförts med en nedtonad Gibson Explorer. 